# Auster AOP.6
L'Auster AOP.6 est un avion d'observation du champ de bataille (en anglais : « Air Observation Post », ou AOP) britannique développé à la fin de la Seconde Guerre mondiale. Directement dérivé du Taylorcraft Auster Mk.V, il fut produit sous diverses versions, militaires puis civiles, désignées Auster K (triplace) et Auster Q (biplace en double commande) par le constructeur.

## Auster AOP.6
Destiné à succéder au Taylorcraft Auster Mk.IV, ce nouveau triplace AOP se distinguait de ses prédécesseurs par un fuselage renforcé, des jambes de train plus longues en raison de l'utilisation d'une hélice de plus grand diamètre et des volets de bord de fuite non escamotables. Équipé d'un moteur de Havilland Gipsy Major 7 (en) de 145 ch (106,63 kW), le prototype [TW530, c/n 1836] prit l'air le 1er mai 1945 et 296 exemplaires avaient été livrés fin 1949 à la RAF. 22 AOP.6 furent livrés à la Belgique.

## Auster T.7
Après modification d'un Auster AOP.6 [VF665, c/n 2869] pour recevoir une double commande, 76 appareils furent construits pour le Commonwealth et la Jordanie. Deux exemplaires furent modifiés pour pouvoir recevoir des flotteurs ou des skis, un empennage agrandi et un nouvel équipement radio, pour participer à une expédition antarctique aux couleurs du Commonwealth. Un appareil portait donc les couleurs de la Nouvelle-Zélande [NZ17007], l'autre celles de la Grande-Bretagne [WE600]. Ces deux appareils sont aujourd'hui conservés dans des musées.

### Marshall MA.4
Modification du prototype Auster T.7.

## Auster T.10
Le dernier AOP.6 [WJ401] fut modifié en 1959 en biplace d'entraînement en double commande. Dix appareils modifiés au total.

## Auster 6A Tugmaster
Biplace de remorquage de planeurs, conversion d'AOP.6 des surplus de l'Army Air Corps. Un prototype à moteur de Havilland Gipsy Major 10 Mk.1 de 145 ch prit l'air en mai 1960 à Lasham, 23 exemplaires étant ensuite réalisés par Air Tows Ltd.

## Auster 6B
Triplace de tourisme, conversion d'AOP.6 et T.7 des surplus. 18 exemplaires modifiés, le premier prenant l'air le 13 avril 1961. Beagle Aircraft Limited rebaptisa l'appareil Auster A.61 Terrier 1.

## Beagle A.61 Terrier 2
Triplace de tourisme se distinguant par un stabilisateur agrandi et une hélice métallique. 45 exemplaires construits.

## Beagle A.61 Terrier 3
Un appareil modifié en 1969 par les apprentis de l'école technique de British European Airways avec un moteur Lycoming O-360-B2B de 160 ch.

## Utilisateurs militaires
- Afrique du Sud : la SAAF a utilisé des AOP.6 [5407/5411] et quelques T-7.
- Belgique : 22 AOP.6 ont été commandés en 1947 par la Force aérienne belge pour équiper le 369 Squadron de Braaschaat. La livraison de ces appareils [A-1/A-22 (VT976/997)] débuté en août 1947 à Wevelgem, le terrain de Braaschaat n'étant pas achevé. En février 1948 l'escadrille fut rebaptisée 15e escadrille. Malgré la livraison de Piper PA-18 Super Cub en 1952 les Auster restèrent en service, transférés le 1er avril 1954 à l'Armée belge. La 15e escadrille d'aviation légère a utilisé ces monomoteurs jusqu'en 1955. Quelques appareils furent encore utilisés par la 42e escadrille d'aviation légère à Wahn (Allemagne) en 1956/57 et un appareil fut utilisé par le 1er Wing de Beauvechain jusqu'en 1958. Sept furent perdus sur accident, treize cédés en 1958 à la Fédération des clubs belges d'aviation et deux revendus en Grande-Bretagne.
- Birmanie : la Force aérienne birmane a utilisé des Auster T.7.
- Canada : 21 Auster AOP.6 [RCAF16652/16672] et six Auster T.7 [RCAF16687/16692] livrés.
- Hong Kong : la Royal Hong Kong Auxiliary Air Force a obtenu un AOP.6 [HKG-5], mais deux Auster T.7 furent également cédés par la RAF au gouvernement de Hong Kong [WE552 et WE557].
- Inde : l'Indian Air Force a reçu 15 AOP.6 de la RAF le 25 septembre 1947.
- Jordanie : la Légion arabe a utilisé des AOP.6 et T.7.
- Nouvelle-Zélande : un T.7 [NZ1707] fut utilisé par le No 3 Sqdn en Antarctique avec la désignation Auster C.4.
- Pakistan : la Pakistan Air Force a reçu 5 AOP.6 [TW592, TW594, TW598, TW613 et TW617] de la RAF le 25 septembre 1947.
- Royaume-Uni : mis en service en 1946 pour remplacer les Taylorcraft Auster AOP produits durant la guerre, 296 appareils furent livrés jusqu'en 1949. Une seconde commande fut lancée en 1952 pour compenser les pertes, en particulier en Malaisie, portant le nombre total d'AOP.6 livrés à la RAF à 312. Cet appareil a été utilisé principalement par les unités AOP de la RAF (No 651, 652, 656, 657, 659, 661, 662, 663, 664 et 666 Squadrons) en Extrême-Orient, en Inde en Allemagne et bien sûr au Royaume-Uni, mais aussi temporairement par les No 8 (Irak), 209 (Singapour) et 267 Sqdns. Le No 227OCU était chargé de la formation des équipages.

15 exemplaires furent cédés à l'Inde et cinq au Pakistan le 25 septembre 1947, au moins un autre [VF643/HKG-5] à Hong Kong. Le remplacement des AOP.6 par des AOP.9 débuta en 1955, mais un certain nombre furent transférés en 1957 à l'Army Air Corps. Ils devaient rester en service jusqu'en 1960. Entre mai 1960 et octobre 1961 Beagle-Auster racheta les derniers appareils afin de les reconditionner pour le marché civil.